# نشریه الکترونیکی

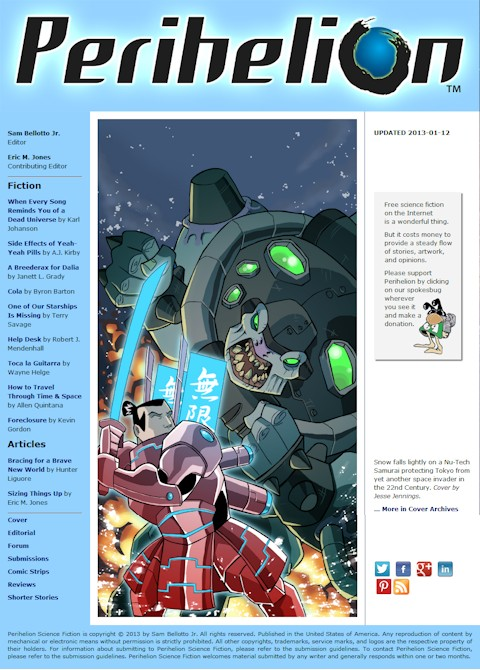
مجله علمی-تخیلی پریهلیون، نمونه یک نشریه الکترونیکی

نشریه الکترونیکی که به نام مجله دیجیتال یا Online magazine نیز خوانده می‌شود به نشریه‌ای گفته می‌شود که بر روی وب یا قابل خواندن بروی شیوه‌های دیجیتال منتشر می‌گردد. چنین نشریاتی ممکن است در فواصل زمانی خاص مطالب جدیدی به وبگاه خود اضافه نمایند یا نظم خاصی در انتشار نداشته باشند.

قالب بندی نشریات الکترونیکی متفاوت است. برخی از نشریات الکترونیکی کوچک به روی وب نشر می‌شوند که اصطلاحاً وب زین خوانده می‌شوند. این اصطلاح ترکیبی از لغات شبکه وب و مگزین می‌باشد و به معنای نشریه‌ای کم حجم و دیجیتال است که مستقیم از طریق یک مرورگر به صورت سند اچ‌تی‌ام‌ال قابل بررسی است. قالب مطرح دیگر نشریه یا مجله دیجیتال به صورت فایلهای اجرایی است که با برنامه ادوبی فلش یا نرم‌افزارهای مشابه آن خروجی گرفته می‌شود. این نشریات قابلیت خوانده شدن را به صورت آنلاین در صفحات وب یا به صورت آفلاین بر روی دستگاه‌های قابل حمل چون موبایل و تبلت را نیز دارند. از قالب‌های دیگر مورد استفاده در نشر مجله دیجیتال می‌توان به پی‌دی‌اف و همین‌طور اس دبلیو اف اشاره کرد.

بسیاری از نشریات، مجلات و نیز روزنامه‌های چاپی به جهت تبلیغ و حضور در دنیای دیجیتال، نسخه‌ای از سند چاپی خود را به صورت دیجیتال بر روی سایت‌های مختلف ارائه می‌کنند. این نسخه گاهی به صورت دریافت حق اشتراک نیز جهت دانلود و مطالعه ارائه می‌شود. معمولاً نسخه دیجیتال، نسخه‌ای اصلاح شده از یک نشریه چاپی است، زیرا بنا به نیازهای وب سایت مانند سرعت بارگذاری یا ابعاد نمایشگر دستگاه، نیاز به اصلاح فونت، ابعاد تصویر و کیفیت خروجی برای نسخه دیجیتال می‌باشد تا به‌صورتی مناسب بارگذاری و ارائه گردد.

با پیدایش وب جهان گستر در اوایل سال ۱۹۹۰ میلادی، برخی نشریات هم‌زمان با نسخه چاپی به نشر دیجیتال ساده اطلاعات خود بروی درگاه وب نیز می‌کردند. در این زمان اصطلاح ایزین به معنای الکترونیک مگزین یا مجله دیجیتال مطرح شد و به نشریات دیجیتالی کوچکی گفته می‌شد که قابلیت ارسال از طریق رابطهای الکترونیکی مثل ایمیل را نیز داشته باشند. این اصطلاح به صورت cyberzine یا hyperzine نیز به معنای مجلات دیجیتالی با امکانات چندرسانه‌ای بیشتر از یک نشر دیجیتال ساده نیز مطرح شد و امروزه کاربرد نسبی دارد.

## مزایای استفاده از نشریات الکترونیکی
کاهش هزینه‌های چاپ و توزیع:
ناشرین می‌توانند نشریه الکترونیک خود را از راه‌های مختلفی توزیع کنند و برخلاف توزیع نشریات چاپی که هزینه‌هایی مثل انبار داری و بسته‌بندی و تحویل به آدرسی خاص را شامل می‌شود، نشریات الکترونیکی را می‌توان از طریق تکثیر سی دی یا ایمیل مارکتینگ به مخاطبان ارائه کرد. نمونه بارز این رویداد مجله Oracle magazine می‌باشد که ۱۷۶۰۰۰ درخواست‌کننده مجله چاپی، ۵۱۶۰۰۰ درخواست‌کننده نشر دیجیتالی آن می‌باشند.
قابلیت آرشیو و ماندگاری:
برخلاف نشریات کاغذی که بعد از مدتی دچار فرسایش، خوردگی یا تغییر رنگ در کاغذ و بافت می‌شوند، نشریات الکترونیکی عمری طولانی داشته و در حجم یک فایل کوچک دیجیتال قابلیت آرشیو کردن را دارند.
آگهی و تبلیغات:
برخلاف نشریات چاپی، در نشریات الکترونیکی به علت حذف بخش کاغذ می‌توان تبلیغات بیشتری را دریافت کرد. نشریات الکترونیکی به علت خروجی در تعداد صفحات بالاتر و حجم اندک فایل نهایی، قابلیت ثبت آگهی‌های بیشتر و نیز چندرسانه‌ای شدن آن را دارند.
امکانات چندرسانه ای:
در نشریات الکترونیکی می‌توان موارد مختلفی را که در رسانه‌های چاپی امکان آن نیست به ثبت رسانید. این رویداد می‌تواند ارائه فیلم، موزیک یا قابلیت کلیک برای هدایت به یک درگاه وب نیز باشد.
اشتراک‌گیری:
وب سایتهایی که قابلیت دانلود و بررسی مجله دیجیتال را ارائه می‌کنند، به جهت دریافت بازخورد و نیز جمع‌آوری ایمیل و اسامی مشترکان، قبل از دانلود مجله لینکی برای اشتراک تعریف می‌کنند تا تنها مشترکان قابلیت مرور مجله دیجیتال را داشته باشند. با این ترفند هر سایت می‌تواند به منابع ارتباطی از کاربران خواننده مجله دیجیتال دست یابد.
تولید:
برخلاف نشریات کاغذی که یک تیم در یک مکان می‌بایست حضور داشته و به تعامل و بررسی اطلاعات چاپی مشغول باشند، با گسترش دنیای وب و نیز محبوب شدن نشریات الکترونیکی، اکثر پرسنل یک مجله می‌توانند از طریق ایمیل اطلاعات و تصاویر لازم را جمع‌آوری و به مدیریت یک فرد برای تولید نشریه الکترونیکی تحویل دهند. در این حالت هزینه‌های اجاره مکان و سایر موارد بسیار کاهش یافته و گاهی با نرم‌افزارهای کنترل از راه دور سیستم مانند تیم‌ویوئر می‌توان به بررسی محتوی نیز پرداخت.
کنترل کیفیت و نظارت بر چاپ:
در نشریات کاغذی، کنترل کیفیت و نظارت بر چاپ به شیوه‌های مختلفی انجام می‌شود. اما برای اسناد دیجیتال می‌توان کنترل کیفیت و تعریف پروفایل را برای تصاویر به راحتی بیشتری تعریف کرد؛ زیرا حیطه سه رنگ نمایش محدودیتهای رنگ چاپی را ندارد.

## معایب نشریات الکترونیکی
وابستگی به یک شیوه الکترونیکی:
همان‌طور که از نام نشریه پیداست، به صورت الکترونیکی بوده و به صورت دائم نیازمند به یک شیوه یا دستگاه برای خواندن آن می‌باشد. در این بین شرکتهایی مثل آمازون و سونی، اقدام به تولید دستگاه‌های کتابخوان با عمر باتری بسیار طولانی و حافظه بالای نگهداری فایل نموده‌اند. با تمام این موارد توزیع یک نشریه الکترونیکی نیز هنوز به اینترنت، تکثیر سی دی یا وجود یک دستگاه دیجیتال وابسته بوده که در صورت نبود هر یک از موارد، توزیع دچار مشکل می‌شود.
نیازمند بستر مناسب:
از قدیم‌الایام، کتب چاپی بصوت خطی، نفیس یا ساده در دسترس و قابل انتقال به افراد مختلف بوده‌اند. این در حالی است که بستر مناسب برای فرهنگ استفاده از نشریه الکترونیک هنوز در برخی از کشورها ایجاد نشده و برخلاف هزینه تولید و نشر پایین، بسیاری از مردم هنوز با نشر کاغذی ارتباط دارند و این خود باعث کم کاربرد شدن نشریات الکترونیکی در برخی کشورهاست.
هزینه‌های ویژه:
برخلاف نشریات چاپی، نشریه الکترونیکی نیازی به بحث کاغذ، مرکب، صحافی یا پخش ندارد. در مقابل هزینه‌هایی دیگر جایگزین موارد ذکر شده می‌گردد. هزینه‌هایی چون کدنویسی جهت تبدیل فایل صفحه بندی شده به یک فایل دیجیتال قابل مرور بروی دستگاه‌های دیجیتال، هزینه خرید سرور و دامین جهت نگهداری فایل مجله دیجیتال، خرید نرم‌افزارهای جهت تبدیل فایل به مجله چندرسانه ای، خرید تایپ فیس‌های مخصوص نشر دیجیتال.
تبلیغات:
نشریات چاپی به علت دارا بودن قدمت، همچنان در بین مخاطبان شهرت دارند و تبلیغات شرکت‌ها در آن بیشتر قرار می‌گیرد. اما مجلات دیجیتال بخاطر وابستگی به دستگاه یا مهیا نبودن بستر مناسب برای گسترش و نیز ناآشنایی مخاطبان برخی کشورها با این نوع نشر، تبلیغات‌پذیری کمتری نسبت به نشریات کاغذی را دارند و این مورد باعث درآمدزایی کمتری می‌شود و در بلند مدت در رشد هزینه‌ها مؤثر است.
حق کپی رایتینگ:
اکثر نشریات چاپی نیازمند به شابک، بارکد و نیز مجوزهای مربوط از سازمان‌های فرهنگی و نشر هر کشور می‌باشند. نشر دیجیتال به علت گسترده شدن و نیز با استفاده از برنامه‌هایی ارزان قیمت که مراحل تبدیل فایل دیجیتال به فایل نشریه وبی را انجام می‌دهند، به صورت تک کاربره نیز می‌تواند تعریف شود. به همین دلیل، در برخی کشورها اسناد یا مقالات و کتب بدون اجازه ناشر اصلی به صورت دیجیتال تبدیل و در وب یا به صورت تکثیر سی دی، منتشر می‌شوند. این در حالی است که پیگیری این نشریات که بدون مجوز یا اجازه‌نامه سازمان فرهنگی هر کشور تکثیر می‌شوند، در بسیاری موارد غیرممکن است.
محتوای نامناسب:
به علت اینکه مجله دیجیتال می‌تواند به صورت یک فایل اجرایی بروی سایت یا یک شیوه الکترونیکی قرار گیرد، سرعت بالایی در کپی‌برداری و انتقال به مخاطبان مختلف را دارد. از این جهت در صورت ارائه محتوای نامناسب از لحاظ موارد اخلاقی، مذهبی یا سیاسی یا ارائه اطلاعاتی که با قوانین هر کشور تضاد دارد می‌تواند به یک ابزار محرک در گسترش فرهنگهایی غلط تبدیل گردد.
نظارت بر چاپ:
اسناد دیجیتالی چون به‌صورت کاغذی تولید نمی‌شوند، کیفیت تصاویر و تنظیم رنگ خود را می‌طلبند و در این مانند مجلات کاغذی امکان نظارت بر چاپ رنگ آنها امکان ندارد به همین دلیل، در مانیتورهای مختلف امکان مشاهده رنگ‌ها به صورتهای گوناگون وجود دارد مگر اینکه از پروفایل رنگهای مشخص و سیستم کنترل کیفیت سه رنگ بروی آنها استفاده شود که این امکان توسط شرکتهای ارایه دهنده خدمات تنظیم رنگ ارایه می‌شود.